# Semirhytus filicornis
Semirhytus filicornis är en stekelart som beskrevs av Szepligeti 1902. Semirhytus filicornis ingår i släktet Semirhytus och familjen bracksteklar. Inga underarter finns listade i Catalogue of Life.